# Лайтеки, Чарльз Джеймс
Чарльз Джеймс «Чарли» Лайтеки (англ. Charles James Liteky) (14 февраля 1931 – 20 января 2017), известный как Анджело Лайтеки – американский католический священник, в звании капитана служил армейским капелланом в ходе Вьетнамской войны, удостоился высочайшей американской военной награды – медали Почёта. В 1967 году в бою под плотным огнём противника перетащил 20 раненых солдат в безопасное место. В дальнейшем сложил духовный сан, стал социальным и антивоенным активистом. В 1986 году отказался от медали Почёта.

## Биография
Родился 14 февраля 1931 года в г. Вашингтон. Вступил в армию из Форт-Гамильтон, г. Нью-Йорк. Служил во Вьетнаме в чине капитана и в должности капеллана штабной роты 199-й бригады лёгкой пехоты. 6 декабря 1967 года он сопровождал роту А  4-го батальона 199-й бригады лёгкой пехоты в ходе миссии по поиску и уничтожению близ Фуок-Лак провинция Бьенхоа, Южный Вьетнам. Отряд попал под плотный огонь превосходящего по численности противника. Заметив двух раненых солдат, оказавшихся в 15 м от вражеского пулемёта Лайтеки прикрыл их своим телом и после того как плотность огня существенно снизилась оттащил их в относительно безопасное место в зоне посадки вертолётов. Несмотря на ранения в шею и ступню и продолжал выходить под вражеский огонь, спасая других раненых и совершая последние обряды над умирающими. Когда посадочная зона оказалась под обстрелом, Лайтеки оставался на открытом месте и руководил прилётом и отлётом вертолётов медицинской эвакуации медицинской эвакуации. После эвакуации раненых он вернулся на периметр чтобы воодушевлять оставшихся солдат, пока на следующее утро к роте А не пришло подкрепление. В ходе битвы Лайтеки вынес всего 20 солдат. За эти действия он удостоился медали Почёта.     
В 1975 году Лайтеки сложил духовный сан. В 1983 году он женился на бывшей монахине Джуди Балчи (1942-2016), которая вдохновляла его на участие в активизме  в области социальной справедливости, особенно в протестном движении «School of the Americas Watch» (привлечении внимания к деятельности военного образовательного института «Школа Америк») в Форт-Беннинге, штат Джорджия. 29 июля 1986 года он отказался от медали Почёта и отправил её в конверте, адресованным президенту США Рональду Рейгану. В настоящее время медаль Лайтеки находится на выставке Национального музея американской истории. Он стал единственным награждённым, отказавшимся от медали. В сентябре 1986 года он принял участие в голодовке ветеранов на ступенях Капитолия (Veterans Fast for Life) в знак протеста политики администрации  Рейгана в Центральной Америке. Лайтеки выступал против вторжения США в Ирак. Он умер 20 января 2017 года в возрасте 85 лет.

## Наградная запись к медали Почёта

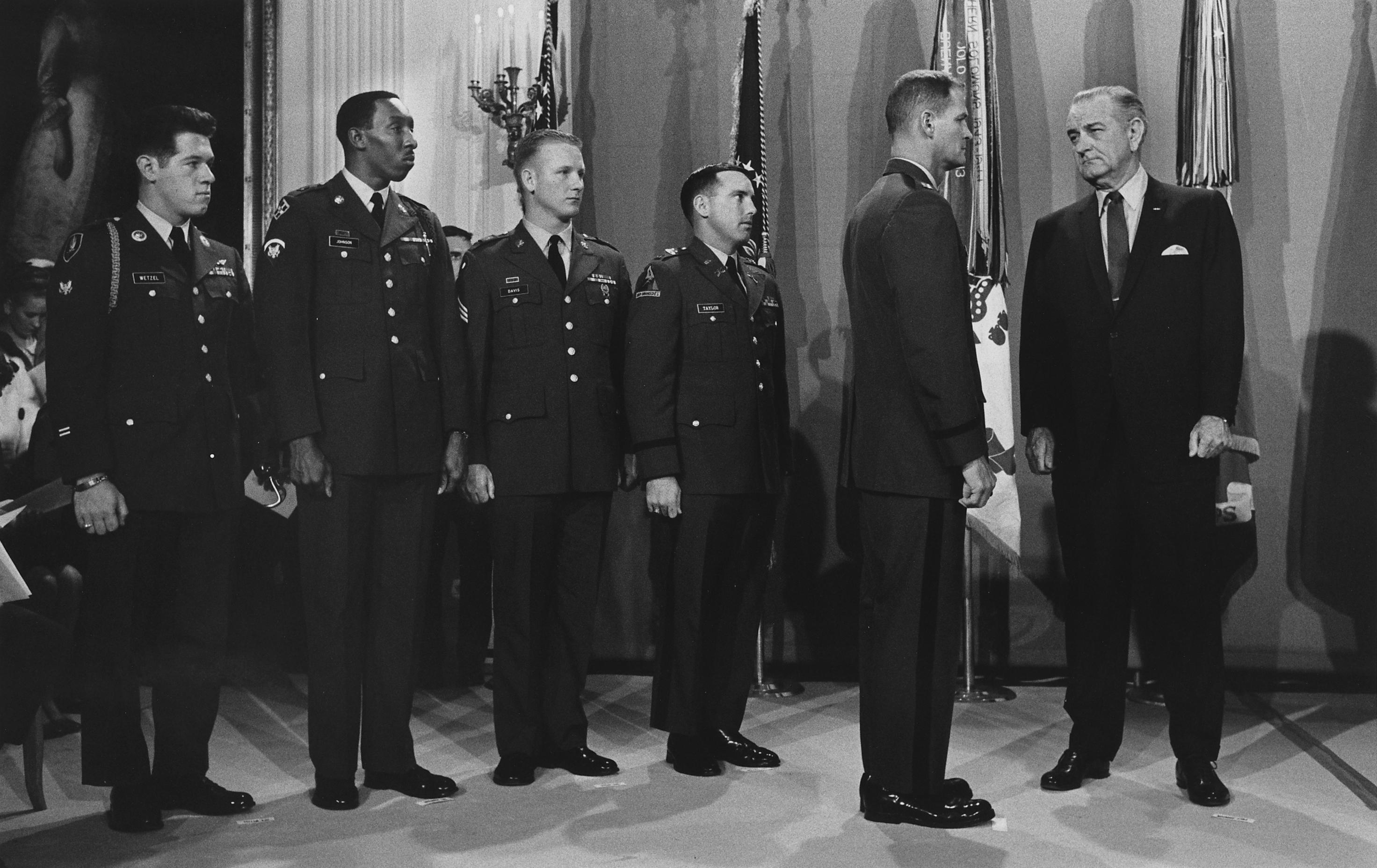
Награждение медалью Почёта. Слева направо: Гэри Дж. Уэцел, Дуайт Х. Джонсон, Сэмми Ли Дэвис, Джеймс А. Тейлор, Чарльз Дж. Лайтеки и президент США Линдон Джонсон.

Капеллан Лайтеки отличился благодаря необычайному героизму на службе в роте А, 4-го батальона, 12-го пехотного полка, 199-й бригады лёгкой пехоты. Он участвовал в миссии по поиску и уничтожению когда рота А попала под плотный огонь противника численностью до батальона. На мгновение ошеломлённые внезапным боестолкновением люди вжались в землю в поисках укрытия. Заметив двух раненых человек, капитан Лайтеки продвинулся в 15 метрах от вражеского пулемётного гнезда и добравшись до них, прикрыл их своим телом. Во время небольшого перерыва в ходе боя, ему удалось оттащить их в относительно безопасное место в посадочной зоне. Воодушевлённая его мужественными действиями, рота сплотилась и обрушила плотный огонь на вражеские позиции. В великолепном проявлении мужества и лидерства, капеллан Лайтеки стал двигаться под вражеским огнём, совершая последние обряды над умирающими и эвакуируя раненых. Заметив другого застрявшего и тяжелораненого человека, капеллан Лайтеки пополз к нему на помощь. Поняв, что раненый слишком тяжёлый, чтобы его можно было нести, он перевернулся на спину, взвалил раненого себе на грудь и благодаря чистой решимости и силе духа пополз обратно к зоне приземления, отталкиваясь локтями и пятками. Быстро отдышавшись он вернулся на поле боя и пришёл на помощь человеку, запутавшемуся в густом, колючем кустарнике. Противник направил плотный огонь прямо на него, но капеллан Лайтеки остался на месте и спокойно ломал лианы и вынес мужчину в зону приземления для эвакуации. Несколько раз, когда посадочная зона оказывалась под обстрелом из лёгкого стрелкового оружия и базук, капеллан Лайтеки оставался под вражеским онём  и лично руководил прилётом и отлётом вертолётов медицинской эвакуации. После эвакуации раненых капеллан Лайтеки вернулся на периметр, где постоянно воодушевлял и вдохновлял людей. После прибытия подкрепления на утро 7 декабря 1967 года, было обнаружено, что Оайтеки получил болезненные раны в шею и ноги. В ходе ожесточённого боя капеллан Лайтеки лично вынес 20 солдат к посадочной зоне. Благодаря своему неукротимому духу и героическим действиям капеллан Лайтеки  спас жизни множества сових товарищей и помог роте отразить противника. Своими действиями капеллан Лайтеки принёс великую славу себе и поддержал высочайшие традиции армии США.  
Оригинальный текст (англ.)
Chaplain Liteky distinguished himself by exceptional heroism while serving with Company A, 4th Battalion, 12th Infantry, 199th Light Infantry Brigade. He was participating in a search and destroy operation when Company A came under intense fire from a battalion size enemy force. Momentarily stunned from the immediate encounter that ensued, the men hugged the ground for cover. Observing 2 wounded men, Chaplain Liteky moved to within 15 meters of an enemy machine gun position to reach them, placing himself between the enemy and the wounded men. When there was a brief respite in the fighting, he managed to drag them to the relative safety of the landing zone. Inspired by his courageous actions, the company rallied and began placing a heavy volume of fire upon the enemy's positions. In a magnificent display of courage and leadership, Chaplain Liteky began moving upright through the enemy fire, administering last rites to the dying and evacuating the wounded. Noticing another trapped and seriously wounded man, Chaplain Liteky crawled to his aid. Realizing that the wounded man was too heavy to carry, he rolled on his back, placed the man on his chest and through sheer determination and fortitude crawled back to the landing zone using his elbows and heels to push himself along. Pausing for breath momentarily, he returned to the action and came upon a man entangled in the dense, thorny underbrush. Once more intense enemy fire was directed at him, but Chaplain Liteky stood his ground and calmly broke the vines and carried the man to the landing zone for evacuation. On several occasions when the landing zone was under small arms and rocket fire, Chaplain Liteky stood up in the face of hostile fire and personally directed the medivac helicopters into and out of the area. With the wounded safely evacuated, Chaplain Liteky returned to the perimeter, constantly encouraging and inspiring the men. Upon the unit's relief on the morning of 7 December 1967, it was discovered that despite painful wounds in the neck and foot, Chaplain Liteky had personally carried over 20 men to the landing zone for evacuation during the savage fighting. Through his indomitable inspiration and heroic actions, Chaplain Liteky saved the lives of a number of his comrades and enabled the company to repulse the enemy. Chaplain Liteky's actions reflect great credit upon himself and were in keeping with the highest traditions of the U.S. Army
— 